# Jens Høysgaard
Jens Pedersen Høysgaard (25. december 1698 – 21. april 1773) var en dansk sprogforsker.
Høysgaard blev student i 1719 og tog baccalaureus-graden i 1727. Han opnåede aldrig en akademisk stilling, men var pedel ved Københavns Universitet (1737-59) og derefter klokker ved Trinitatis Kirke til sin død.
I Accentuered og Raisonnered Grammatica (1747) gav Høysgaard den første indgående fonetiske beskrivelse af ordtyperne i dansk, inddelt efter åndelav, dvs. kort/lang vokal og forekomst af stød. Et andet hovedværk er Methodisk Forsøg til en Fuldstændig Dansk Syntax (1752), der ganske vist ikke behandler sætningsbygningen, men udførligt analyserer betydningsforholdet mellem forbindelser af grammatisk styrende og styrede ord. Med sine originale iagttagelser var Høysgaard forud for sin tid, men blev først langt senere værdsat efter fortjeneste.
Høysgaard var også den første, der registrerede den teliske bøjning af danske stedsbiord. I 1743 foreslog han, at dansk fik et tegn for å-lyden. Det skete dog først i 1948.